# Governatorato di Addis Abeba
Il governatorato di Addis Abeba era un territorio dell'Africa Orientale Italiana istituito il 1º giugno 1936. Comprendeva la capitale dell'Africa Orientale Italiana, Addis Abeba, e i territori vicini. Confinava con l'Amara, con il Galla e Sidama e con l'Harar. Venne soppresso l'11 novembre 1938 con la creazione del governatorato dello Scioa.

## Residenze
Il governatorato comprendeva le residenze di Olettà e Addis Alem e le vice residenze di Acachi, Ada e Moggio.

## Governatori
- Giuseppe Bottai (dal 5 al 27 maggio 1936)
- Alfredo Siniscalchi (dal 1º giugno 1936 al 23 settembre 1938)
- Francesco Canero Medici (dal 23 settembre 1938 al 1º gennaio 1939)